# Phyllomys lundi
Phyllomys lundi is een stekelrat die voorkomt in Minas Gerais en Rio de Janeiro (Brazilië) en die in 2003 beschreven is. De soort is genoemd naar Peter Wilhelm Lund, een Deense natuuronderzoeker die in de eerste helft van de 19e eeuw een grote bijdrage leverde aan de kennis van de levende en Pleistocene fauna van Brazilië. De positie van deze soort binnen het geslacht Phyllomys is vrij onduidelijk; mogelijk is het een van de primitiefste soorten.
Het is een van de kleinste Phyllomys-soorten, met een staartlengte van 204 mm, een kop-romplengte van 207 mm, een achtervoetlengte van 36 mm, een oorlengte van 16 mm en een gewicht van 145 gram. De vacht van deze soort is grotendeels oranje met wat zwart. De buik is crèmekleurig. De hele staart is bruin en harig. De voorvoeten zijn bruingeel behalve de grijswitte vingers, de achtervoeten zijn goud-crèmekleurig, met zilverachtig gekleurde tenen.